# Agencia de Informaciones Mercosur
Agencia de Informaciones Mercosur (AIM) es una empresa de comunicación que ofrece información en soporte textual y fotográfico sobre la actualidad de la región y el país. Además, realiza publicaciones editoriales asociada con medios y organizaciones cooperativas de la región.

## Historia
AIM es una empresa de comunicación fundada en 1996 en Paraná, Entre Ríos, Argentina. 
El equipo de trabajo de la Agencia comenzó en 1994-1995 con la publicación del quincenario Confidencial; revista sobre la actualidad política e interés general de Entre Ríos, que fue editada por Nidia Peltzer, con la colaboración de destacados periodistas entre los que se encontraban Fortunato Calderón. Entre 1996 y 1997 editó el semanario Cuarto Poder, revista política de periodismo de investigación e interés general, en la que escribieron Nidia Peltzer, Julio Vallana, Fortunato Calderón, Tirso Fiorotto y Mauricio Antematen, entre otros prestigiosos comunicadores de la región. 
En 2004 se puso en línea del diario AIM-Digital (www.aimdigital.com.ar);registro DNDA N° 5250739; ISSN N°2451-8115.
También, en 2007 se puso en circulación el semanario Crisoles, propuesta que narró la coyuntura de los inmigrantes en Entre Ríos. Se distribuía con El Diario de Paraná.  En 2008. Salió a la calle De Viajes y Sabores, suplemento semanal sobre turismo en Entre Ríos y la Región que se distribuyó con El Diario de Paraná.
Entre 2008  y 2017 editó el Anuario de AIM (Registro de la propiedad en trámite); que es una publicación que refleja la producción propia de la Agencia durante el año en que se edita.
En 2013 elaboró y editó el contenido y la edición de la revista Info Fedeco, junto a la Federación Entrerriana de Cooperativas (Fedeco). La revista trabajó temas vinculados a las cooperativas entrerrianas asociadas a Fedeco y abordó los problemas coyunturales del campo en Argentina durante este período.
Desde 2013 publica junto a la Cooperativa Agrícola, Ganadera y de Servicios Públicos Aranguren Limitada (Coopar) Info Coopar, una publicación trimestal de la cooperativa.
También desde 2014 edita el contenido y el diseño de la revista institucional de Cooperativas Agropecuarias Federadas de Entre Ríos (Cafer).
Por otro lado, la empresa  también produjo los programas televisivos: De Viajes y Sabores; Ciao Italia; Página Verde, que se emitieron en Paraná y el interior de Entre Ríos.

## Agremiada
Desde 2016 AIM está agremiada en la Asociación de Entidades Periodísticas Argentinas (ADEPA) como socio adherente.